# フレッシュ・ワロンヌ2010
フレッシュ・ワロンヌ2010（Flèche Wallonne 2010）は、フレッシュ・ワロンヌ(HIS)の74回目のレース。2010年4月21日に行われた。

## 出場チーム
- チーム・サクソバンク
- エウスカルテル・エウスカディ
- オメガファーマ・ロット
- ケス・デパーニュ
- Ag2r・ラ・モンディアル
- トップスポート・フラーンデレン＝メルカトル
- サーヴェロ・テストチーム
- チーム・レディオシャック
- フランセーズ・デ・ジュー
- アスタナ
- Bbox ブイグテレコム
- ラボバンク
- アクア & サポーネ

- ランプレ・ファルネーゼ・ヴィーニ
- BMC・レーシングチーム
- チーム・HTC - コロンビア
- チーム・スカイ
- チーム・カチューシャ
- クイックステップ
- ラントバウクレディート
- チーム・ミルラム
- ガーミン・トランジションズ
- アンドローニ・ジョカットーリ
- リクイガス・ドイモ
- コフィディス

## レース展開
序盤から7人が先行。レース後半に差し掛かるにつれてチーム・サクソバンクが積極的な動きを見せ、2回目のユイの壁の頂上付近で逃げを吸収。その直後、フランク・シュレク（チーム・サクソバンク）がロマン・クロイツィガー（リクイガス・ドイモ）などを引き連れて4人で集団から飛び出す。フランク等は一時メイン集団に30秒程度の差を付けたが、アスタナなどを中心としたメイン集団の追い上げにはかなわず、さらにメイン集団から追いついたアレクサンドル・コロブネフ（チーム・カチューシャ）がカウンターアタックを仕掛けるも失敗。結局、大集団のままゴール地点となる3回目のユイの壁に突入。まずアンドレアス・クレーデン（チーム・レディオシャック）、次いでイゴール・アントン（エウスカルテル・エウスカディ）がスパートを掛けるが、残り300m過ぎでアントンの着き位置に入っていたアルベルト・コンタドール（アスタナ）が加速。しかし、勾配の緩くなる残り100m過ぎに一気にスパートしたカデル・エヴァンス（BMC・レーシングチーム）がコンタドールをパス、ホアキン・ロドリゲス（チーム・カチューシャ）の追撃を振り切ってゴールラインに飛び込んだ。エヴァンスは大会初優勝。また、マイヨ・アルカンシエルを着用しての初勝利ともなった。2位はロドリゲス、3位はコンタドール、アムステルゴールドレース優勝のフィリップ・ジルベール（オメガファーマ・ロット）は11秒遅れの6位だった。

## 結果
シャルルロワからユイまでの198km
|    | 選手名                   | 国籍           | チーム                           | 時間          |
| -- | ------------------------ | -------------- | -------------------------------- | ------------- |
| 1  | カデル・エヴァンス       | オーストラリア | BMC・レーシングチーム            | 4時間39分24秒 |
| 2  | ホアキン・ロドリゲス     | スペイン       | チーム・カチューシャ             | 同            |
| 3  | アルベルト・コンタドール | スペイン       | アスタナ                         | 同            |
| 4  | イゴール・アントン       | スペイン       | エウスカルテル・エウスカディ     | +06秒         |
| 5  | ダミアーノ・クネゴ       | イタリア       | ランプレ・ファルネーゼ＝ヴィーニ | +09秒         |
| 6  | フィリップ・ジルベール   | ベルギー       | オメガファーマ・ロット           | +11秒         |
| 7  | クリス・ホーナー         | アメリカ合衆国 | チーム・レディオシャック         | 同            |
| 8  | アレハンドロ・バルベルデ | スペイン       | ケス・デパーニュ                 | 同            |
| 9  | アンディ・シュレク       | ルクセンブルク | チーム・サクソバンク             | 同            |
| 10 | ライダー・ヘシェダル     | カナダ         | ガーミン・トランジションズ       | 同            |